# Thảm sát Liệt Tự
Thảm sát Liệt Tự diễn ra ngày 7 tháng 3 năm 1987 tại vịnh Đông Cương (東崗) thuộc đảo Liệt Tự, huyện đảo Kim Môn, Đài Loan khi binh lính thuộc Sư đoàn bộ binh nặng 185 của Quốc quân Trung Hoa Dân Quốc giết hại 24 thuyền nhân Việt Nam khi thuyền của những người này bị dạt vào bờ vịnh Đông Cương. Trong số các nạn nhân có 4 gia đình người Hoa, 8 trẻ em (trong đó có 1 trẻ sơ sinh), 5 phụ nữ (trong đó có 1 người đang mang thai), và 11 nam giới. Cho đến nay Quốc quân Trung Hoa Dân Quốc vẫn chối bỏ việc họ đã gây ra thảm sát này, thay vào đó họ xếp sự việc này vào dạng ngộ sát (誤殺事件, ngộ sát sự kiện) với cái tên Sự kiện ngày 7 tháng 3 (三七事件, Tam thất sự kiện) hay Sự kiện Đông Cương (東崗事件, Đông Cương sự kiện).
Bất chấp việc chính phủ Đài Loan từng nhiều lần cố gắng che đậy bản chất của sự kiện này, vụ thảm sát tại Liệt Tự đã gây phản ứng mạnh từ chính giới Đài Loan và được coi là một trong các yếu tố dẫn đến việc Trung Quốc Quốc dân Đảng phải bãi bỏ lệnh giới nghiêm quân sự được áp đặt ở Đài Loan suốt 38 năm kể từ khi Trung Hoa Dân Quốc dời sang Đài Loan tháng 5 năm 1949. Một số nguyên nhân và chi tiết cụ thể của vụ thảm sát hiện vẫn đang được điều tra.

## Bối cảnh

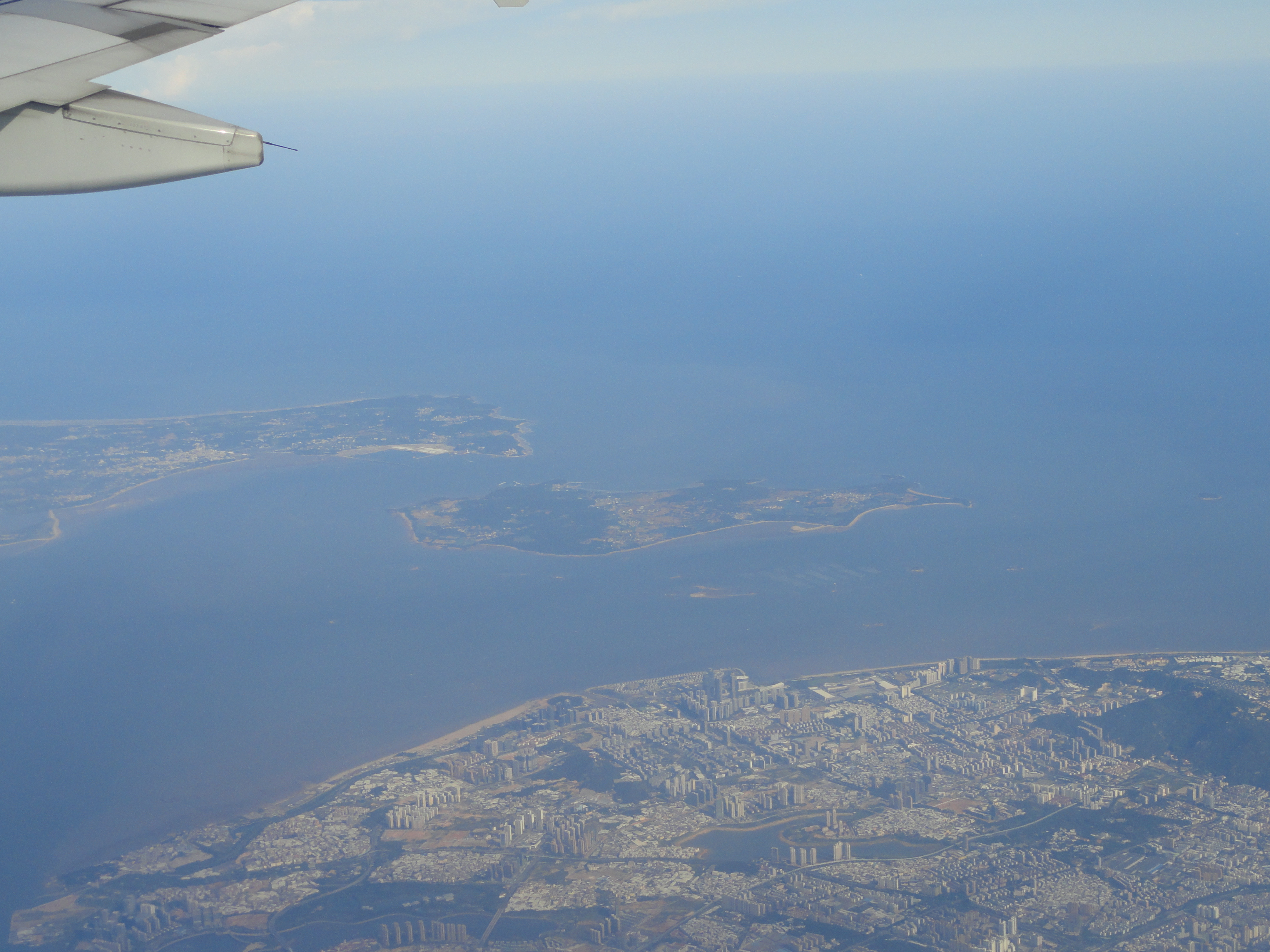
Hạ Môn, Liệt Tự (giữa), và Kim Môn (trái)

Toàn bộ quần đảo Kim Môn - bao gồm khoảng 20 đảo và đảo nhỏ, vẫn được Đài Loan coi là vùng chiến sự vào thời điểm vụ thảm sát xảy ra và việc quản lý các đảo này đều tuân theo chế độ thiết quân luật mà chính quyền Trung Quốc Quốc dân Đảng đã áp đặt từ năm 1949. Việc phòng thủ Kim Môn được giao cho Bộ Tư lệnh phòng vệ Kim Môn (金門防衛司令部, Kim Môn phòng vệ tư lệnh bộ, hay KDC) quản lý. Đây là một Tập đoàn quân trực thuộc bộ binh của Quốc quân Đài Loan được thành lập để bảo vệ Kim Môn khỏi Quân Giải phóng Nhân dân Trung Quốc sau khi Đài Loan chấm dứt những nỗ lực tái chiếm Trung Quốc đại lục từ năm 1970. Ngày 18 tháng 12 năm 1978, Đặng Tiểu Bình bắt đầu khởi xướng Cải cách kinh tế Trung Quốc và bắt đầu cho thiết lập bốn đặc khu kinh tế đầu tiên của Cộng hòa Nhân dân Trung Hoa tại Sán Đầu, Thâm Quyến, Chu Hải, và Hạ Môn. Từ ngày 7 tháng 10 năm 1980, cảng quốc tế tại Hạ Môn cũng được chính thức mở rộng để tăng năng lực tiếp nhận thương mại.
Về phía Đài Loan, ngày 15 tháng 12 năm 1980, Chỉ huy trưởng của Bộ Tư lệnh phòng vệ Kim Môn là tướng Tống Tâm Liên được thăng chức giám đốc Cục An ninh quốc gia Đài Loan (國家安全局, Quốc gia an toàn cục) và tướng Triệu Vạn Phú được cử thay thế Tống trong vai trò chỉ huy trưởng của Kim Môn. Trong mùa xuân năm 1981, Triệu ra lệnh cho chỉ huy trưởng Sư đoàn 158 là thiếu tướng Cung Lực (龔力) xây dựng hai bức tường vẽ khẩu hiệu cỡ lớn - một bức cao 3,2 m, dài 20 m trên đảo Đại Đảm, và một bức trên đảo Nhị Đảm, trên đó sơn khẩu hiệu "Chủ nghĩa Tam dân thống nhất Trung Quốc". Hoàn thành tháng 8 năm 1986, các bức tường khẩu hiệu này hướng về phía các tuyến đường biển quốc tế trên vịnh Hạ Môn và quay thẳng về phía Trung Quốc đại lục, chúng được chiếu sáng hàng đêm cho đến tận tháng 7 năm 1995. Đây cũng là khoảng thời gian Tập Cận Bình đảm nhận vị trí Phó Thị trưởng thành phố Hạ Môn trước khi bắt đầu quá trình thăng tiến đến chức Tổng Bí thư và Chủ tịch nước Trung Quốc.

### Vấn đề người tị nạn
Sau Chiến tranh Việt Nam (1955–1975), Chiến tranh biên giới Việt Nam – Campuchia (1978–1979), và Chiến tranh biên giới Việt – Trung 1979, nhiều người Đông Dương đã phải đi tị nạn ở nước ngoài. Họ thường phải di chuyển qua nhiều địa điểm bởi đôi khi giới chức trách địa phương ở nơi họ đến lại không cho phép họ dừng lại tị nạn, buộc họ phải di chuyển tới địa điểm, quốc gia mới. Tại Đài Loan, Bộ Tư lệnh phòng vệ Bành Hồ (澎湖防衛司令部, Bành Hồ phòng vệ tư lệnh bộ, hay PDC) đã hợp tác với Dự án Hải Phiêu (海漂專案, Hải phiêu chuyên án) của Kiều vụ ủy viên hội (僑務委員會, tức Ủy ban ngoại kiều của Hành chính viện Trung Hoa Dân Quốc) và Tổng hội cứu trợ Trung Hoa (中華救助總會) thực hiện việc di chuyển 2098 người tị nạn trên 45 thuyền, và thông qua Dự án Nhân Đức (仁德專案) di chuyển 6497 người tị nạn khác bằng đường hàng không. Tổng cộng, trên 12500 người tị nạn đã được Đài Loan giải cứu kể từ năm 1975
Ngày 1 tháng 4 năm 1982, Hành chính viện Trung Hoa Dân Quốc đã khởi động Dự án Bình Tĩnh (平靖專案, Bình tĩnh chuyên án), qua đó giao Bộ Quốc phòng Trung Hoa Dân Quốc trao trả người tị nạn. Tuy Bộ Quốc phòng của Đài Loan có sửa đổi quy trình làm việc với người tị nạn trên giấy tờ, nhưng thực tế họ lại không thực hiện những nội dung được Hành chính viện giao. Thay vào đó, thực tế tiền tuyến cho thấy đôi khi người tị nạn bị bắt đã bị giết tại chỗ và hoặc bị chôn qua loa trên bãi biển, hoặc thả trôi theo thủy triều ra biển. Tuy Bộ Quốc phòng Đài Loan nắm được thông tin về những vụ việc này nhưng họ lại nhắm mắt cho qua và tiếp tục cuộc chiến nhằm vào người tị nạn - một chiến dịch sau này được coi là đã làm tổn hại an ninh quốc gia của chính Đài Loan.

### Vụ việc liên quan
Tháng 1 năm 1985, một chiếc thuyền tam bản chở 8 ngư dân Trung Quốc bị hỏng động cơ, trôi dạt, và mắc cạn tại đảo Sư - thuộc địa bàn bảo vệ của Tiểu đoàn 473. Khi trung đội đóng tại đây điện báo về cho Bộ Tư lệnh phòng vệ Kim Môn (KDC) xin chỉ đạo, họ đã được lệnh giết toàn bộ những ngư dân Trung Quốc vô tình bị mắc cạn này. 6 trong số 8 ngư dân đã bị bắn chết ngay lập tức, nhưng 2 người đã kịp trốn thoát vào một hang đá. Tại đây họ đã quỳ lạy xin lính Đài Loan tha mạng sau khi bị phát hiện, nhưng cả hai đã bị đẩy khỏi vách đá thiệt mạng vì KDC đã nhấn mạnh với đơn vị tuần tra là toàn bộ số ngư dân này cần phải bị thủ tiêu. Một cuộc tìm kiếm chiếc thuyền tam bản sau đó chỉ phát hiện được một lá thư của một ngư dân bỏ lại, theo đó anh ta báo với mẹ của mình rằng mình đã thu thập đủ len cho bà để đan một chiếc áo len cho mùa đông.
Tháng 4 năm 1986, một vụ việc khác xảy ra có liên quan đến một cặp tình nhân trẻ tuổi. Đều là giáo viên, họ đã bơi từ Hạ Môn tới đảo Đại Đảm để xin tị nạn tại Đài Loan. Chỉ huy trưởng đơn vị bảo vệ đảo Đại Đảm và Phó Chỉ huy trưởng Sư đoàn Liệt Tự 158 đã gặp hai người và đưa họ đến sở chỉ huy KDC tại đảo chính Kim Môn. Ngay lập tức vị chỉ huy trưởng này bị tước vai trò chỉ huy vì đã vi phạm lệnh "không chấp nhận người đầu hàng tại vùng chiến sự" của chỉ huy KDC Triệu Vạn Phú.
Giữa tháng 7 năm 1986, Triệu Vạn Phú đi kiểm tra các đảo, đá vòng ngoài của Liệt Tự và phát hiện ra rằng tiểu đoàn trinh sát hỗn hợp thủy bộ ARB-101 (海龍蛙兵, Hải long oa binh) đã tiếp nhận một người không rõ danh tính bơi gần Đại Đảm sau khi đơn vị canh phòng ở đây không thể xua đuổi người này ra khỏi phạm vi bảo vệ. Triệu đã hết sức tức giận vì vụ việc này, quát mắng chỉ huy của ARB, và bỏ về Kim Môn. Ngay sau đó, vị chỉ huy Đại Đảm đã cho gọi tất cả các đơn vị canh phòng tới và hạ lệnh giết-hết để ngăn ngừa bất cứ người nào lên được bờ biển. Phó chỉ huy Lữ đoàn 473 chịu trách nhiệm bảo vệ đảo Nhị Đảm đã cho giết hại 7 ngư dân bị mắc cạn năm 1983 và cũng là người truyền đạt lệnh giết 8 ngư dân ở đảo Sư, nhân sự việc xảy ra với ARB-101 cũng đã triệu tập toàn bộ thuộc cấp của ông ta và tái khẳng định: "Bất cứ ai lên đảo này sẽ bị giết bất kể lý do gì, không có ngoại lệ cho bất cứ ai." Không lâu sau đó, ông ta được thăng chức lên vị trí chỉ huy Lữ đoàn 472 và chịu trách nhiệm chỉ huy toàn bộ các đơn vị bảo vệ phía nam Liệt Tự.

### Chương trình vũ khí hạt nhân
Cả KDC và Bộ Tư lệnh phòng vệ Mã Tổ (馬祖防衛司令部, hay MDC) đều được giao nhiệm vụ bảo vệ hệ thống pháo hạt nhân (pháo có khả năng bắn đạn hạt nhân) nhắm tới các khu vực láng giềng trong thời gian Chiến tranh Lạnh. Một trong số các mục tiêu chính của hệ thống này là thành phố Hạ Môn, mặc dù bất cứ vụ nổ hạt nhân nào xảy ra ở đây thì chính hai đảo Đại Đảm và Nhị Đảm cũng sẽ nằm trong vòng bán kính ảnh hưởng vị vị trí quá gần đất liền. Một số nguồn tin cho rằng Đài Loan đã phát triển một chương trình vũ khí hạt nhân từ năm 1967 và chỉ ngừng lại vào năm 1977 dưới sức ép của Hoa Kỳ và Cơ quan Năng lượng Nguyên tử Quốc tế (IAEA), trước khi bí mật tái khởi động. Năm 1986, sau gần 20 năm nghiên cứu và thử nghiệm mô phỏng, Đài Loan đã thực hiện thành công một vụ nổ mô phỏng hạt nhân tại một địa điểm quân sự ở Bình Đông - vụ thử nghiệm này đã bị vệ tinh trinh sát của Hoa Kỳ ghi lại và đã được Viện trưởng Viện Hoa Kỳ tại Đài Loan David Dean nghiên cứu vào năm 1988, theo ghi chép trong nhật ký của Đại tướng Hác Bách Thôn (郝柏村).
Việc Quốc quân Trung Hoa Dân Quốc âm mưu phát triển vũ khí hạt nhân cuối cùng đã bị bại lộ vì thông tin rò rỉ từ thượng tá Trương Hiến Nghĩa (張憲義) - phó giám đốc Viện Nghiên cứu Năng lượng hạt nhân trực thuộc Viện Khoa học và Công nghệ Trung Sơn nhưng đã đào tẩu sang Hoa Kỳ tháng 1 năm 1988. Một đặc vụ của quân đội Đài Loan đã bám theo con của Trương Hiến Nghĩa từ trường để xác định vị trí nhà của Trương ở Washington, D.C., qua đó vi phạm chương trình bảo vệ nhân chứng của Hoa Kỳ và khiến David Dean phải trực tiếp đối đầu với tướng Hác Bách Thôn.

## Diễn biến

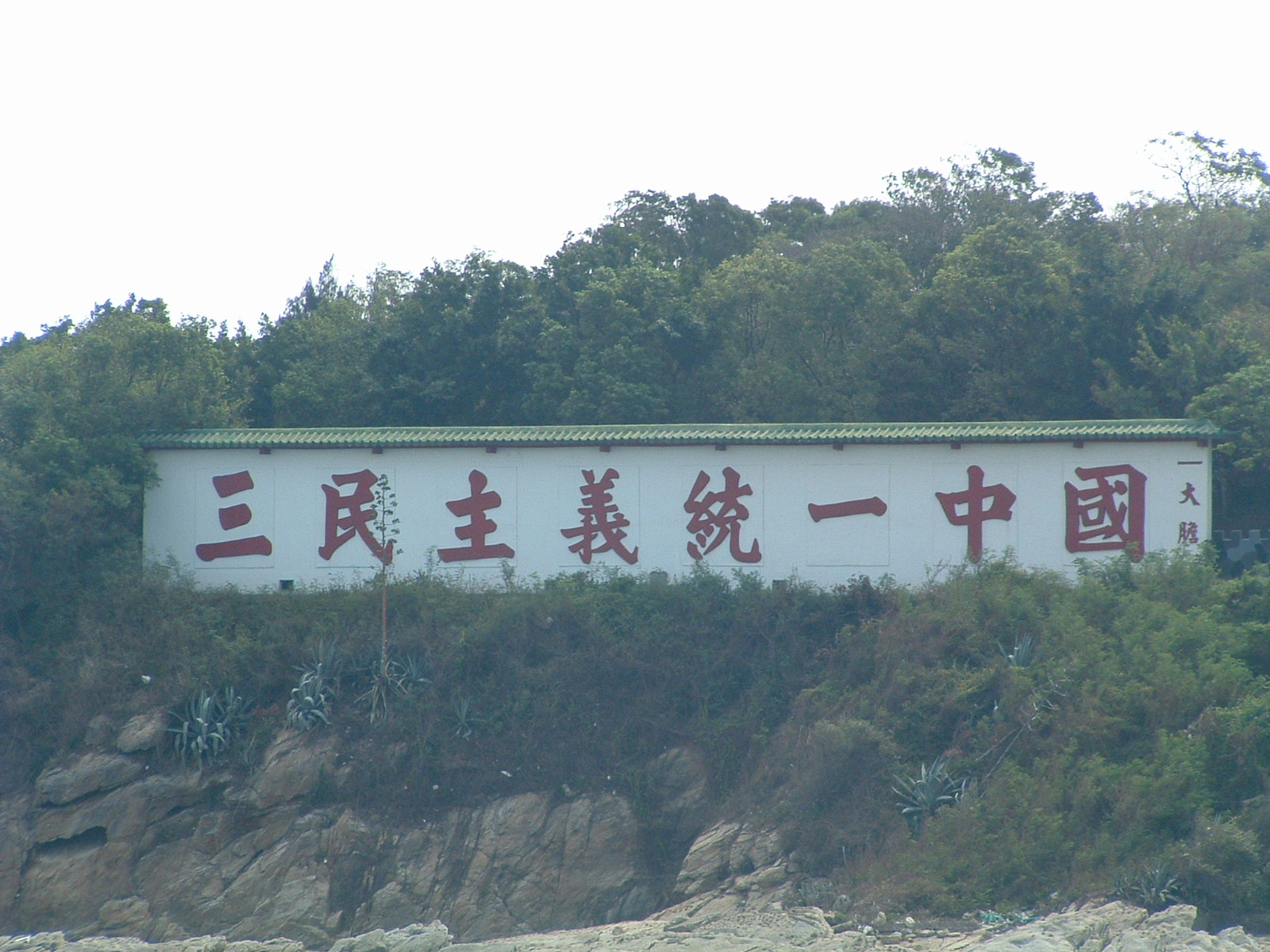
Khẩu hiệu về "Chủ nghĩa Tam dân thống nhất Trung Quốc" do tướng Triệu Vạn Phú cho vẽ trên tường ở đảo Đại Đảm.

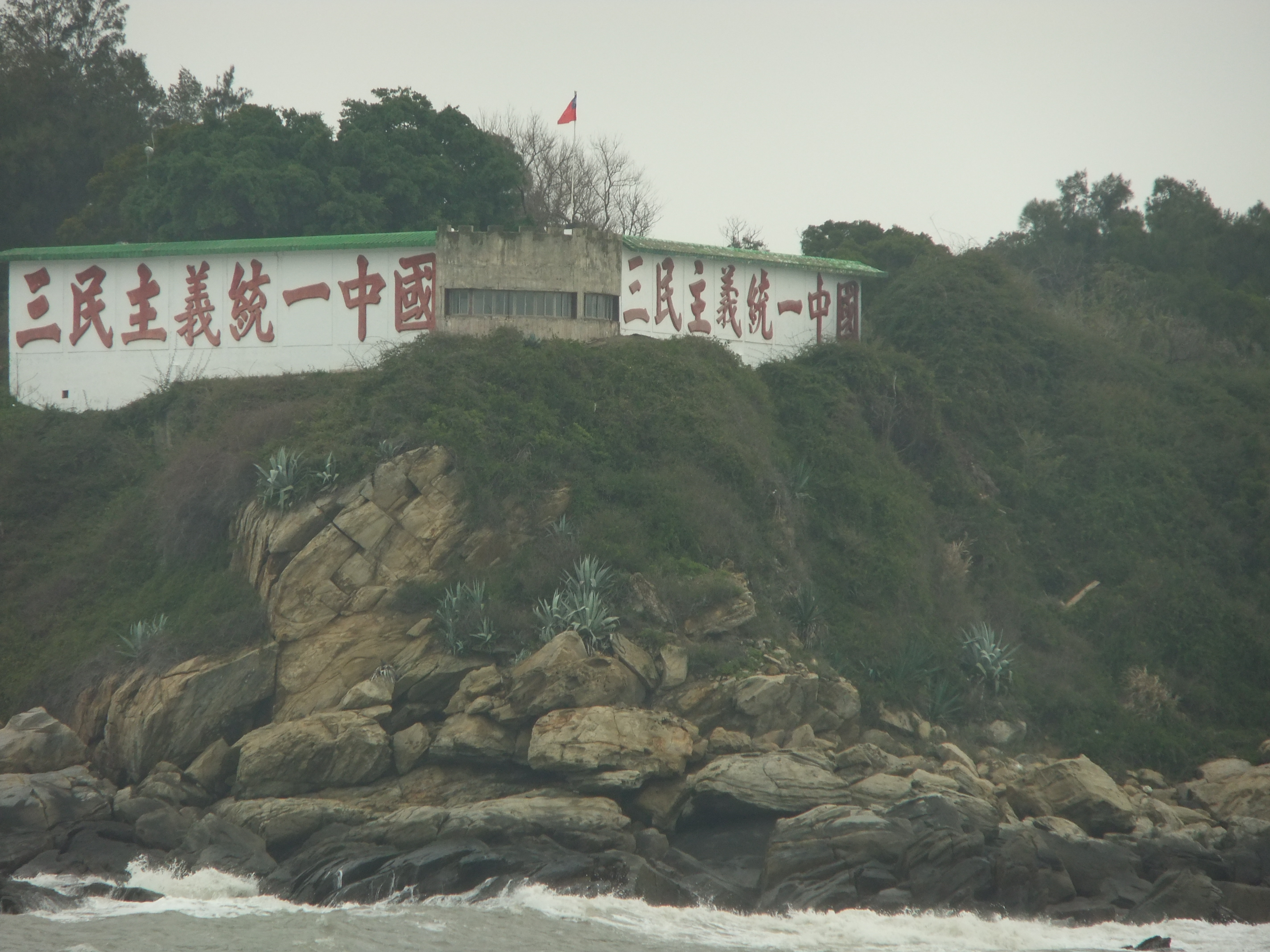
Pháo đài trên đảo Nhị Đảm cũng với các câu khẩu hiệu của Triệu Vạn Phú.

Ngày 6 tháng 3 năm 1987, một chiếc thuyền của người tị nạn Việt Nam vốn bị Hồng Kông từ chối tiếp nhận đã đến Kim Môn để xin được tị nạn chính trị. Tuy nhiên tướng Triệu Vạn Phú đã bác đơn xin tị nạn của thuyền nhân Việt Nam, đồng thời ra lệnh cho tàu tuần tra ARB-101 kéo tàu khỏi bờ biển Kim Môn trong buổi sáng ngày 7 tháng 3 kèm theo lời cảnh báo cho người tị nạn là họ không được phép quay lại. Tuy nhiên, vì một số lý do hiện nay vẫn chưa được làm rõ, thông tin về sự hiện diện của chiếc thuyền chở người tị nạn này không được chuyển đến tuyến đầu của các lực lượng phòng vệ bờ biển Đài Loan trong khu vực, bao gồm cả các lực lượng đóng ở Liệt Tự.
Do buổi sáng mặt biển khu vực này có sương mù làm tầm nhìn hạn chế, chỉ sau khi trời quang sương mù vào buổi chiều, trạm gác của bộ binh đóng ở bờ biển phía Nam của Liệt Tự mới phát hiện sự có mặt của chiếc thuyền của người tị nạn Việt Nam vào lúc 16 giờ 37 phút, khi đó thuyền đã ở quá gần để pháo binh có thể sử dụng việc câu pháo gián tiếp để áp chế (trong trường hợp thực sự có địch tấn công). Lúc này, chỉ huy Tiểu đoàn bộ binh số 1 Đại Sơn Đính (大山頂), chỉ huy Lữ đoàn 472, và chỉ huy chiến đấu của Sư đoàn 158 đã tới địa bàn cùng các sĩ quan tham mưu. Tình cờ cũng trong thời điểm này, Tiểu đoàn pháo binh hạng nhẹ 629 đang diễn tập thực địa ở một sân bay cũ nằm gần bờ biển phía Đông Bắc của Liệt Tự đã phóng một quả đạn pháo sáng đủ để người quan sát thấy không có lực lượng nào của địch đang tấn công bãi biển. Tuy vậy, binh lính ở khu vực có chiếc thuyền tị nạn vẫn tiến hành phản ứng theo quy trình chiến đấu, đó là tấn công mục tiêu bằng các loại súng T57, M60, và M2 Browning trong tầm bắn của Đại đội 3, trong khi các lực lượng tiếp ứng cũng tiếp cận để chuẩn bị tham chiến với quân số lên tới trên 200 lính bộ binh.
Do điều kiện biển và thời tiết, chiếc thuyền của người tị nạn Việt Nam bị mắc cạn trên bờ biển phía Tây Nam của cảng cá Đông Cương (L-05), một địa điểm mang vị trí chiến lược nhạy cảm đối với lực lượng phòng vệ đảo và nằm ngay trước tầm bắn của súng cối M30 và súng không giật M40 của các lực lượng này. Nằm ngay gần đó là trạm giao thông liên lạc có biệt danh "04" (phát âm gần như "Ngươi chết" trong tiếng Trung) vốn đóng trên một ngọn đồi dốc 30° đúng góc chết của màn hình radar. Phía sau ngọn đồi này là các vị trí đặt pháo đường ray lớp lựu pháo M1 240 mm ("Rồng Đen" hay còn được gọi là "Pháo hạt nhân" - pháo lớn có khả năng bắn đạn hạt nhân) của lực lượng phòng vệ Kim Môn, và tiểu đoàn lựu pháo M114 155 mm và lựu pháo M101 105 mm của Sư đoàn 158. Vì vị trí chiến lược này nên việc chiếc thuyền lạ của người tị nạn bị mắc cạn ở đây đã gây quan ngại lớn cho các lực lượng phòng vệ bờ biển, và lập tức chiếc thuyền trúng đạn  bắn chéo từ các cứ điểm L-05, L-06 và pháo đài trên đảo Phục Hưng của tiểu đoàn 2, thêm vào đó là hai phát đạn chống tăng M72 LAW của các lượng lực tăng cường. Tuy các viên đạn xuyên giáp được bộ binh Đài Loan bắn ra nhanh chóng xuyên thủng âu thuyền nhưng chúng không phát nổ, và ba người tị nạn Việt Nam không mang vũ khí đã nhanh chóng rời khỏi thuyền, giơ cao tay và cầu xin bằng tiếng Hoa, "Làm ơn đừng bắn ...!" trước khi bị lính Đài Loan bắn chết.
Chỉ huy đại đội 3 Đông Cương sau khi nhận lệnh từ cấp trên đã cử một đội tìm kiếm tiếp cận tàu. Trước khi thâm nhập tàu, đội tìm kiếm này đã thả vào tàu hai quả lựu đạn MK2 trước khi phát hiện ra rằng trong tàu chỉ có thuyền nhân tị nạn người Việt Nam không hề mang theo vũ khí. Những người tị nạn đã thông báo cho đội tìm kiếm rằng động cơ của thuyền đã bị hỏng, và rằng vì triều cường và sương mù nên thuyền đã bị trôi dạt trong vịnh Đông Cương và mắc cạn trên bờ biển. Sau đó những người còn sống sót trên tàu cùng xác của những nạn nhân đã bị thiệt mạng vì hỏa lực quân Đài Loan đã được đưa ra khỏi tàu lên bờ biển. Tại đây những người còn sống không được sơ cứu hay nhận được bất cứ sợ trợ giúp khẩn cấp nào. Sau khi trao đổi với cấp trên, các viên chỉ huy tại hiện trường được lệnh - có nguồn tin cho rằng là từ chính chỉ huy trưởng Triệu Vạn Phú là họ cần cho lính tiêu diệt toàn bộ người tị nạn còn sống để thủ tiêu nhân chứng. Một số người tị nạn nhận nhiều phát súng vào người trong trường hợp viên đạn đầu tiên không hạ gục họ. Trong số những người thiệt mạng có cả người già, phụ nữ, đàn ông, một người phụ nữ đang mang thai, và một em bé sơ sinh được cuốn trong một chiếc áo len. Từ các xác người, lính Đài Loan đã thu thập được các giấy tờ tùy thân và liên quan - sau đó được Cục Tác chiến chính trị Đài Loan thu thập lại như:
- Một chứng nhận về việc không có đồ đạc thất thoát hay hư hỏng trên tàu do Giám đốc Sở Nhập cảnh Hồng Kông Alan Carter cấp ngày 12 tháng 12 năm 1986
- Bốn bản sao về thông báo về các lựa chọn thay thế cho việc lưu trú và hỗ trợ định hướng hành trình của chính quyền Hồng Kông thuộc Anh ban hành ngày 12 tháng 1 năm 1987
- Một số giấy tờ căn cước do chính quyền Liên bang Đông Dương thuộc Pháp cấp
- 2 bình chứa nhiên liệu dán nhãn tiếng Anh "Singapore"
- Một số tạp chí Singapore và báo Hồng Kông
- Một cuốn sổ có các ghi chép bằng tiếng Anh, ghi chép cuối cùng được đề ngày 6 tháng 3

Không rõ vì lý do gì mà không có bất cứ tang vật nào trong số giấy tờ có thể giúp xác định nhân thân này được công tố viên và thẩm phán Đài Loan sử dụng, vì vậy toàn bộ các tài liệu của tòa án liên quan đến vụ thảm sát Liệt Tự đều ghi các nạn nhân là "không xác định được nhân thân" (不明人士, bất minh nhân sĩ).
Sau khi đã thu thập giấy tờ của người tị nạn, lính Đài Loan đã giết hại thêm một người mẹ đang quỳ trên bãi biển và ba đứa con, trong đó một em bé đang được bà ôm trong tay, còn hai em khác đang chạy quanh mẹ. Về phần người phụ nữ đang mang thai bị giết hại, cô đã cố nói bằng tiếng Anh rằng: "Help me ... Help my baby ... My baby seven months ..." ("Giúp tôi, giúp con tôi với, con tôi mới được 7 tháng") trước khi bị bắn chết cùng hai người phụ nữ khác bằng súng ngắn dùng đạn .45 ACP. Sau đó một viên sĩ quan chỉ huy tiểu đoàn còn đùa cợt trên xác chết của người phụ nữ này và cho đến nay chưa bao giờ bày tỏ sự hối hận về việc này trong các cuộc gặp mặt thường niên của cựu binh sĩ các lực lượng tham gia thảm sát Liệt Tự. Một cậu bé đã cố chạy thoát nhưng đã bị bắn trúng vai và ngã xuống, trước khi một viên sĩ quan Đài Loan bước tới và kết liễu cậu. Thiếu tướng Cung Lực (龔力) đến Đông Cương lúc 18 giờ 30 phút và trao đổi với các sĩ quan chỉ huy tại đây trước khi điện đàm báo cáo về cho tướng Triệu Vạn Phú và được họ Triệu khen ngợi vì thành tích chiến đấu.
Mãi đến 7 giờ sáng ngày 8 tháng 3 năm 1987 thì trung đội y tế của bộ binh Đài Loan mới được cử đến để chôn cất những xác chết nằm lại trên bờ biển. Trung đội này cũng được lệnh giết bất cứ người tị nạn nào còn sống sót. Những người mới bị thương mà vẫn chưa chết đã bị chôn sống, còn những người vẫn còn có thể di chuyển hoặc kêu khóc được cho là đã bị giết bằng xẻng quân sự. Theo lệnh của các chỉ huy Đài Loan, những gì còn lại của con tàu bị thiêu rụi, ngoại trừ phần chân vịt 3 cánh, rồi được chôn ngay trên bãi biển để phi tang mọi bằng chứng. Nạn nhân cuối cùng, một cậu bé trốn trong một khoang thuyền, cũng bị tìm thấy và giết chết mà không có bất cứ ngoại lệ nào. Trong đêm, lính canh gác Đài Loan đếm được trên 19 xác chết trên bãi biển.
Sau sự kiện, Quốc quân Đài Loan ghi nhận rằng binh lính tại hiện trường đã báo cáo rằng có trên 30 súng trường cá nhân - vốn được lau chùi thường xuyên, bỗng dưng bị hóc đạn và không thể sử dụng được, nhiều khả năng là do binh lính có những vũ khí này không muốn tham gia việc giết hại dân thường vì thế đã cố tìm cách tự làm súng của mình bị hóc đạn. Sau khi một số sĩ quan quân y từ chối thực hiện lệnh giết thường dân, chỉ huy tiểu đoàn đã cử đại đội của sở chỉ huy đến kiểm soát tình hình để ngăn ngừa khả năng binh biến và cũng để phong tỏa địa điểm xảy ra vụ việc.

## Phát hiện

### Nỗ lực bưng bít vụ việc
Một chủ cửa hàng địa phương sau khi nghe thấy tiếng kêu khóc của người tị nạn Việt Nam suốt đêm đã gọi điện báo cho Hoàng Chiêu Huy (黃昭輝), đại biểu Quốc dân Đại hội Trung Hoa Dân Quốc ở Cao Hùng, tuy nhiên ghi chép về cú điện này đã bị thất lạc ngay sau đó. Vào thời điểm thảm sát Liệt Tự xảy ra thì tất cả các cuộc gọi đường dài dân sự và công cộng từ Kim Môn đều bị bộ phận giám sát thông tin liên lạc của KDC theo dõi. Tuy nhiên, vì xác của những người bị giết trong cuộc thảm sát không được chôn cất chu đáo trên bãi biển, nên thủy triều, nước biển, và nhiệt độ cao đã làm các xác chết này nhanh chóng bị phân hủy, lộ khỏi mặt đất, và bị chó hoang kéo về sườn sau của ngọn đồi phía Tây. Sau khi phát hiện ra tình trạng này, đại đội 1 - vốn vừa chiến thắng cuộc thi thể thao và chiến đấu toàn quân Đài Loan đã được giao chôn cất lại các xác chết vào chung trong một mộ tập thể ở một địa điểm mới cao hơn địa điểm ban đầu trên bãi biển và cạnh một hàng cây. Sau đó, do dân làng địa phương phàn nàn về việc nhìn thấy ma tới mức phải làm lễ cúng tế cầu siêu, binh lính đã cho xây dựng một ngôi miếu nhỏ trên bờ biển một năm sau đó. Các hoạt động khác nhau này đã khiến việc che đậy thông tin về vụ thảm sát càng trở nên khó khăn. Tháng 8 năm 2011, cả hai địa điểm chôn cất, cùng với 4 cứ điểm - nơi lính Đài Loan xả súng vào người tị nạn Việt Nam, pháo đài L-05, cảng Đông Cương, và cả bờ đê chắn sóng đều bị chính quyền Đài Loan phá hủy bằng máy ủi với lý do là để gỡ mìn. Đến năm 2021, dân làng địa phương đã xây dựng lại một ngôi miếu mới để tưởng nhớ những người đã thiệt mạng.
Mười tuần sau khi vụ thảm sát tại Liệt Tự xảy ra, Tổng thống Trung Hoa Dân Quốc Tưởng Kinh Quốc mới bắt đầu có động thái phản ứng trước hành vi bưng bít thông tin của Sư đoàn 158 và Bộ Tư lệnh phòng vệ Kim Môn. Về phần mình, tướng Triệu Văn Phú báo cáo rằng ông ta không hề hay biết về vụ việc này. Cụ thể là khi bị Đại tướng Hác Bách Thôn, Tổng Tham mưu trưởng Quốc quân Đài Loan chất vấn ngày 20 tháng 5, Triệu vẫn báo cáo rằng: "Chỉ có vài gã lính Cộng sản bị bắn dưới nước" bất chấp bằng chứng cho thấy không có nạn nhân nào mang vũ khí theo người. Sau khi nghe báo cáo từ Triệu Văn Phú, chính Hác Bách Thôn đã ra lệnh di dời xác của các nạn nhân từ địa điểm chôn cất trên bờ biển tới một sườn đồi xa và khuất hơn nằm phía trước pháo đài L-03 ở bên phải, sau đó lấp đầy mộ không tên này bằng xi măng, rồi xây tường huấn luyện quân sự lên trên để ngăn ngừa bất cứ nỗ lực điều tra nào của chính phủ. Về phần mình, Triệu ra lệnh cho toàn bộ sĩ quan của Sư đoàn 158 có mặt để tham gia nỗ lực bưng bít thông tin của quân Đài Loan. Công chúng bị quân đội Đài Loan cấm không được sử dụng lối vào khu chôn cất này từ sau năm 2020 cho tới tận ngày 10 tháng 8 năm 2024 - ở thời điểm đó, nhà làm phim tài liệu người Đài Loan Chu Hiền Triết (朱賢哲) khi đi theo gia đình những người bị nạn tới địa điểm chôn cất đã nhận ra rằng xác của những người thiệt mạng đã bị thủ tiêu hoàn toàn."
Đầu tháng 5 năm 1987, báo chí ở Hồng Kông thuộc Anh bắt đầu đưa tin về việc thuyền của người tị nạn Việt Nam bị mất tích sau khi rời cảng ở dọc bờ biển Kim Môn, Đài Loan. Hay tin từ văn phòng nước ngoài, các quan chức cấp cao Đài Loan bắt đầu đặt câu hỏi với Bộ Tư lệnh phòng vệ Kim Môn nhưng không nhận được câu trả lời thỏa đáng. Trái lại, KDC lại nhanh chóng thay thế tiểu đoàn phòng vệ tiền tiêu ở đây bằng một tiểu đoàn dự bị từ căn cứ huấn luyện nhằm tăng cường việc kiểm soát nhân sự và trao đổi liên lạc để tránh thông tin về vụ việc tiếp tục bị lộ ra công chúng. Bên cạnh đó, mã hiệu của các đơn vị trong tiểu đoàn cũng được thay đổi trong hai năm sau đó để làm nhiễu loạn thêm thông tin đối với người ngoài. Bên cạnh đó, chỉ huy đại đội của tiểu đoàn này cũng được nhận khoản "tiền thưởng" trị giá nửa tháng lương cấp đại úy (tương đương khoảng 6000 đô la Mỹ) nhân dịp Tết Đoan ngọ - một hành động bất thường và đi ngược lại quy định của chính phủ về liêm chính. Lính nghĩa vụ tại các đơn vị của KDC trước khi giải ngũ cũng được lệnh phải ký một bản tuyên thệ rằng họ sẽ giữ im lặng và không tiết lộ bí mật cho đến hết đời sau khi được giải ngũ. Tuy nhiên, cho đến cuối tháng 5 năm 1987, khi binh lính giải ngũ từ Kim Môn bắt đầu quay trở về đảo chính của Đài Loan, họ đã bắt đầu lan truyền thông tin về vụ thảm sát, đặc biệt là với Đảng Dân Tiến - chính đảng đối lập mới được thành lập ở Đài Loan. Từ thời điểm này thì việc bưng bít thông tin đã bắt đầu thất bại khi công chúng Đài Loan bắt đầu biết tới sự việc qua báo chí và các kênh truyền thông khác.
Ngày 5 tháng 6 năm 1987, Tự lập vãn báo (自立晚報) trở thành tờ báo đầu tiên của Đài Loan đưa tin về vụ thảm sát, trong đó có đăng yêu cầu chính thức của các ủy viên mới được bầu của Lập pháp viện Trung Hoa Dân Quốc là Ngô Thục Trân (吳淑珍 - vợ của Trần Thủy Biển, người sau này được bầu làm Tổng thống Đài Loan) và hai ủy viên thuộc Đảng Dân Tiến là Trương Tuấn Hùng và Khang Ninh Tường (康寧祥) về việc Bộ Quốc phòng Đài Loan phải có câu trả lời chính thức trước Lập pháp viện về vụ việc này. Tuy nhiên yêu cầu của các nghị viên chỉ nhận được một câu trả lời ngắn ngủi từ phía Bộ Quốc phòng là: "Không cần phải trả lời!". Sau đó tại phiên họp của Lập pháp viện, các câu hỏi của Ngô Thục Trân về vấn đề này đã liên tục bị người phát ngôn của Bộ Quốc phòng là thiếu tướng Trương Tuệ Nguyên (張慧元) liên tục bác bỏ và ông ta còn cho rằng bà Ngô đang cố tình "phá hoại danh tiếng quốc gia" và rằng "chỉ có một chiếc thuyền câu của ngư dân Trung Quốc bị chìm ngoài biển vì đã phớt lờ lời cảnh báo". Buổi tối sau phiên họp của Lập pháp viện, các chương trình tuyên truyền cho quân đội Đài Loan được phát đồng loạt trên tất cả các kênh truyền hình công cộng của nước này. Và đến sáng ngày hoom sau, 6 tháng 6, thì tất cả báo chí địa phương đã nhận được lệnh từ chính phủ phải đăng toàn văn thông cáo báo chí về vấn đề này của Hãng Thông tấn Trung ương nhưng thực chất được cơ quan thông tin của Bộ Quốc phòng chuẩn bị.

### Kiểm duyệt thông tin
Trong suốt 20 năm kể từ ngày diễn ra, thảm sát Liệt Tự được chính quyền Quốc dân đảng Đài Loan phân loại là bí mật quân sự để ngăn việc thông tin về sự việc này bị rò rỉ ra công chúng. Chính quyền Quốc dân đảng đồng thời cũng kiểm duyệt tất cả các bài báo liên quan, và cấm tất cả các ấn phẩm nói về sự việc. Một ví dụ cho chính sách kiểm duyệt này là vào tháng 4 năm 1989, khi cảnh sát đã ập vào văn phòng của tuần san Tự do thời đại (自由時代周刊) - vốn đã cho đăng nhiều bài viết và phỏng vấn về thảm sát Liệt Tự để thực hiện một vụ bắt giữ tổng biên tập của tạp chí là Trịnh Nam Dong, lấy cớ ông này đã thực hiện một số hành vi phản quốc. Trịnh Nam Dong sau đó đã tự thiêu và qua đời trong khi đấu tranh đòi quyền tự do ngôn luận. Trong một trường hợp khác, nhà báo quân sự Trương Hữu Hoa (張友驊) của tờ Tự lập vãn báo (自立晚報) vào tháng 11 năm 1991 đã bị tuyên án 1 năm 7 tháng tù, sau đó là 3 năm quản chế vì đưa tin về vụ việc.
Cũng vì lý do kiểm duyệt thông tin mà Bảo tàng Trận Hồ Tỉnh Đầu (湖井头战史馆) ở Liệt Tự dù được xây dựng năm 1989 cũng bỏ qua bất cứ thông tin nào liên quan tới thảm sát Liệt Tự, và kho lưu trữ chính thức của Công viên Quốc gia Kim Môn - đơn vị được Quốc quân Đài Loan bàn giao việc quản lý khu vực bãi biển ở Liệt Tự cũng không có bất cứ thông tin nói về thảm sát Liệt Tự. Trong suốt 13 năm kể từ ngày vụ việc diễn ra, chính quyền Đài Loan chỉ thông báo cho công chúng về việc một chiếc thuyền của ngư dân Trung Quốc bị chìm vì vô tình trúng đạn pháo. Việc tạo dựng câu truyện không có thật để che giấu thảm sát Liệt Tự chỉ được chấm dứt vào năm 2000 khi đại tướng Hác Bách Thôn xuất bản cuốn nhật ký của ông ta với tựa đề Nhật ký 8 năm làm Tổng tham mưu trưởng (1981-1989) (八年參謀總長日記, Bát niên tham mưu tổng trưởng nhật ký) trong đó có nhắc tới thảm sát Liệt Tự và Chính phủ Trung Hoa Dân Quốc không có động thái phủ nhận nào thông tin được đưa ra trong cuốn sách này.

## Diến biến sau vụ việc

### Diễn biến chính trị

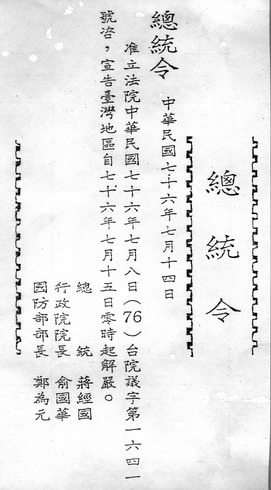
Bộ trưởng Quốc phòng Trịnh Vi Nguyên ủng hộ sắc lệnh của Tổng thống Tưởng Kinh Quốc dỡ bỏ chế độ Thiết quân luật ở Đài Loan 4 tháng sau thảm sát Liệt Tự.

Với sự ủng hộ của Đài Loan nhân công cộng sự vụ hội (臺灣人公共事務會), ngày 17 tháng 6 năm 1987 Hạ viện Hoa Kỳ đã thông qua "Dự luật Dân chủ Đài Loan" ("Taiwan Democracy Resolution", H.R.1777) theo đó kêu gọi chính quyền Đài Loan dỡ bỏ chế độ thiết quân luật đã được áp đặt ở đây từ năm 1949, đồng thời hủy bỏ chính sách "một Đảng" (黨國, "Đảng Quốc"), thúc đẩy quá trình dân chủ hóa và bảo vệ quyền tự do ngôn luận, và cải cách hệ thống bầu cử để tăng tính chính danh cho chính phủ. Dự luật này được Thượng viện Hoa Kỳ thông qua vào tháng 12 năm 1987. Mặc dù dự luật này không trực tiếp liên quan đến quá trình dân chủ hóa của Đài Loan, việc cả hai viện của Quốc hội Hoa Kỳ thông qua dự luận đã tạo sức ép nên nền chính trị Đài Loan để buộc chính giới nước này phải xem xét tách rời mục tiêu thống nhất Một Trung Quốc từ thời Tưởng Giới Thạch ra khỏi đời sống chính trị, thay vào đó tập trung xây dựng một nhà nước riêng của riêng Đài Loan. Nhân cơ hội này, đảng đối lập, với sự ủng hộ từ cộng đồng quốc tế, đã gây sức ép lên Tổng thống Tưởng Kinh quốc để dỡ bỏ thiết quân luật và bắt đầu quá trình dân chủ hóa.
Ngày 14 tháng 7 năm 1987, Bộ trưởng Quốc phòng Đài Loan Trịnh Vi Nguyên đã tuyên bố ủng hộ sắc lệnh lịch sử của Tổng thống Tưởng Kinh Quốc về việc dỡ bỏ chế độ Thiết quân luật vốn đã kéo dài tới 38 năm ở Đài Loan (1948–1987), ngoại trừ các khu vực được coi là vùng chiến sự vốn chịu sự kiểm soát của Chiến địa chính vụ (戰地政務), trong đó có các đảo ở Kim Môn và Mã Tổ, vốn tiếp tục do quân đội quản lý cho đến ngày 7 tháng 11 năm 1992. Hơn thế nữa, ngày 2 tháng 11 năm 1987, Tưởng Kinh Quốc cũng cho dỡ bỏ lệnh cấm người Đài Loan thăm viếng và đoàn tụ gia đình ở Trung Quốc đại lục thông qua quá cảnh ở một địa điểm thứ ba như Hồng Kông, Okinawa, hay Tokyo.

### Điều tra
Sau khi việc bưng bít thông tin về vụ thảm sát thất bại, Tổng thống Tưởng Kinh Quốc đã nhận được một lá thư gửi của tổ chức Ân xá Quốc tế bày tỏ quan ngại về nhân quyền liên quan đến vụ việc, và quyết định cử Đại tướng Hác Bách Thôn, Tổng Tham mưu trưởng trực tiếp điều tra vụ việc. Ngày 16 tháng 6 năm 1987, Viện trưởng Giám sát viện Hoàng Tôn Thu của Quốc dân đảng đã chỉ định Ủy viên La Văn Phú (羅文富) dẫn đầu một đoàn điều tra chính thức đến Liệt Tự. Hác Bách Thôn đã tỏ ý phản đối đoàn điều tra này của Giám sát viện và coi đó thuần túy chỉ là một cuộc "tham quan" của phe ủng hộ chính phủ. Tuy nhiên, sau khi La nộp bản báo cáo điều tra thực địa với nội dung hoàn toàn tương tự như những gì KDC đã báo cáo, thì Hoàng Tôn Thu không phê duyệt, cũng không phản đối kết luận của báo cáo này, mà chỉ bút phê là "Đã đọc" vào ngày 9 tháng 3 năm 1988, khiến việc điều tra bị ngừng trệ.
Bộ trưởng Quốc phòng Đài Loan Trịnh Vi Nguyên cũng đã đến Kim Môn và cử đặc phái viên của Cục Tác chiến Chính trị Bộ Quốc phòng Đài Loan (國防部政治作戰局) đi điều tra thực địa và khai quật tử thi để tìm nguyên nhân thực sự của vụ thảm sát. Việc điều tra vụ án hình sự này được kết thúc vào ngày 23 tháng 5 năm 1987 và đến ngày 28 tháng 5 thì Quân cảnh Trung Hoa Dân Quốc thực hiện việc bắt tạm giam trên 30 sĩ quan để xét xử trước tòa án binh, bao gồm các chỉ huy, chính trị viên, và sĩ quan tham mưu liên quan của cả 5 cấp chỉ huy. 45 sĩ quan khác chịu hình thức cảnh cáo và bị thuyên chuyển khỏi đơn vị. Tuy nhiên, quy trình truy tố ra tòa án binh của các bị cáo này không hề tuân thủ theo Công ước Genève thứ 4 (1949) và Công ước người tị nạn (1951) vì các cá nhân bị truy tố hoàn toàn không phải vì tội ác họ đã gây ra đối với người tị nạn Việt Nam, bất kể việc đã có bằng chứng về nhân thân của những nạn nhân này, mà chỉ bị truy tố vì tội giết hại một số "người không xác định được danh tính" trên "địa bàn của phỉ" và vì thế chỉ bị xét sử theo bộ luật hình sự của Đài Loan. Riêng chỉ huy sư đoàn thiếu tướng Cung Lực, chỉ huy tác chiến chính trị thượng tá Trịnh, và chỉ huy bộ phân P4 trung tá Hồng được trả tự do chỉ 10 ngày sau khi bị tạm giữ.

### Xét xử
Phiên toàn đầu tiên liên quan đến thảm sát Liệt Tự diễn ra ngày 30 tháng 5 năm 1988, theo đó trung tá Trung, phó chỉ huy trưởng Lữ đoàn 473 đã bị tuyên án 2 năm 10 tháng tù, sĩ quan Lưu 2 năm 8 tháng tù, còn các sĩ quan Lý và Trịnh chịu án 2 năm 6 tháng tù. Cả bên công tố và 4 bị cáo đều không đồng ý với bản án này và dề nghị được xét xử lại. Bộ Quốc phòng Đài Loan cũng hủy bỏ bản án này vào ngày 9 tháng 9 năm 1988 với lý do tòa án binh có thiếu sót trong kiểm tra bằng chứng và lời khai có lợi hơn cho các bị can. Phiên xét xử lại được tổ chức vào ngày 19 tháng 12 năm 1988, theo đó giảm án cho trung tá Trung xuống còn 1 năm 10 tháng tù, Lưu xuống còn 1 năm 10 tháng tù, còn Lý và Trịnh là 1 năm 8 tháng tù, cộng thêm thời gian thử thách 3 năm. Do đã bị tạm giam từ trước, các viên sĩ quan chỉ huy được thả ngay sau khi phiên tòa kết thúc và như ậy thực tế không phải ngồi tù bất cứ ngày nào. Thậm chí họ vẫn được giữ nguyên quân hàm, chỉ mất các vị trí chỉ huy và không được nhận lương cho đến hết thời kì thử thách trước khi được thuyên chuyển về làm sĩ quan huấn luyện. Mức lương hưu của các sĩ quan này không hề bị thay đổi vì kết luận của bản án. Hơn thế nữa, sau đó trung tá Trung còn được thăng cấp lên bậc đại tá khi làm việc tại học viện quân sự.
Ngoài 4 viên sĩ quan bị kết án kể trên, không có bất cứ sĩ quan cấp cao nào liên quan đến thảm sát Liệt Tự bị kỉ luật chính thức, và sự nghiệp quân sự của họ nhanh chóng được hồi phục sau cái chết đột ngột của tổng thống Tưởng Kinh Quốc vào tháng 1 năm 1988. Một số người như Tham mưu trưởng thiếu tướng Phạm Tể Dữ (范宰予) đã được phong làm chỉ huy sư đoàn bộ binh hạng nặng 210 ở Hoa Liên vào năm 1989 rồi sau đó là trung tướng, chỉ huy trưởng Bộ Tư lệnh phòng vệ Bành Hồ vào năm 1994, Hiệu trưởng Học viện Tác chiến chính trị Đài Loan vào năm 1996. Chỉ huy trưởng Sư đoàn 158 là thiếu tướng Cung Lực sau đó đã được điều chuyển về làm Tổng Tham mưu trưởng của Trường tác chiến thuộc Đại học Quốc phòng Đài Loan, rồi được thăng chức phó chỉ huy trưởng Bộ Chỉ huy lục quân phòng vệ Hoa Đông vào năm 1992 trước khi trở thành giám đốc hệ thống nhà an dưỡng của Ủy ban Cựu chiến binh Đài Loan vào năm 2000. 
Về phần mình, chỉ huy cấp cao nhất của KDC trong thời điểm vụ thảm sát xảy ra là Triệu Vạn Phú sau đó được thăng chức phó tổng tư lệnh Lục quân Trung Hoa Dân Quốc vào năm 1989, rồi Phó Tổng Tham mưu trưởng Quốc quân Trung Hoa Dân Quốc vào năm 1991, và Cố vấn cấp cao về chiến lược quân sự cho Tổng thống Trung Hoa Dân Quốc (中華民國總統府戰略顧問) trong hai nhiệm kỳ tổng thống liên tiếp, trước khi nghỉ hưu nhưng vẫn giữ vị trí cố vấn cho Trung ương Quốc dân đảng Trung Hoa cho đến khi chết vào ngày 28 tháng 2 năm 2016. Trong đám tang, quan tài của Triệu được phủ Quốc kỳ Trung Hoa Dân Quốc bên cạnh sự xuất hiện của các tướng lĩnh cao cấp nhất của Quốc quân Đài Loan. Để tỏ lòng kính trọng của chính phủ Đài Loan đối với Triệu, Phó Tổng thống Đài Loan Ngô Đôn Nghĩa đã đọc thư khen ngợi của Tổng thống Đài Loan Mã Anh Cửu, trong đó ca ngợi sự nghiệp 50 năm của Triệu và cho rằng Triệu là tấm gương sáng cho các thế hệ tương lai của Đài Loan noi theo. Triệu được chôn cất tại Nghĩa trang quân đội Ngũ Chỉ Sơn (五指山國軍示範公墓).

### Diễn biến gần đây
Hai mươi năm sau ngày vụ thảm sát diễn ra, vào tháng 5 năm 2007, thiếu tá Lưu Dự, chỉ huy trưởng tiểu đoàn 1 có dính líu tới sự việc, đã tiết lộ trong một cuộc phỏng vấn với tạp chí quốc phòng rằng ông ta và đồng đội chỉ làm theo mệnh lệnh trực tiếp của cấp trên, và rằng một sĩ quan từng trực tiếp giết người tị nạn đã không hề bị truy tố. Mười năm sau cuộc phỏng vấn này, vào tháng 1 năm 2018, Lưu đã được ban lãnh đạo Công viên quốc gia Kim Môn mời thăm lại các địa điểm phòng ngự cũ của lực lượng bảo vệ Nam Liệt Tự. Trên bờ biển Liệt Tự, Lưu đã nói với một phóng viên của tờ Trung Quốc thời báo rằng ông ta đã "xử lý" trên 100 xác chết-trong đó có các xác chết liên quan đến sự kiện Đông Cương—trong 4 năm phục vụ tại KDC.
Ngày 19 tháng 7 năm 2020, thượng tá huấn luyện (đã nghỉ hưu) Liệu Niệm Hán (廖念漢) của Học viện Quân sự Đài Loan đã phỏng vấn đại úy chỉ huy đại đội WPN Lý Trung Diễm (李中焱) để khẳng định lại một lần nữa lời khai chính thức của Lý rằng chính người này đã phát hiện ra tất cả người tị nạn đã chết sau khi thuyền bị trúng hai quả đạn M72 LAW, cũng có nghĩa là không có ai thoát được ra ngoài và bị lính Đài Loan giết chết. Bài viết có kèm phỏng vấn này của Liệu đã bày tỏ sự kính trọng tuyệt đối dành cho 4 sĩ quan đã bị tuyên án vì dính líu đến thảm sát Liệt Tự, đặc biệt khi so sánh hành động của họ trong vụ việc này nếu so sánh với Vụ ném bom nguyên tử xuống Hiroshima và Nagasaki hay Thảm sát Mỹ Lai. Tuy nhiên, đến tháng 1 năm 2022, đại úy Lý Trung Diễm đã sửa đổi lời khai của ông ta trong một cuộc đối chứng trên Facebook cùng với các cựu chiến binh khác của Sư đoàn 158 trước dịp Tết Nguyên Đán. Theo đó, Lý thừa nhận là chiếc thuyền vô tình bị mắc cạn, và rằng việc giết hại người tị nạn sau đó đã diễn ra ở hai địa điểm khác nhau.
Kết cục bi thảm của những người tị nạn tại Liệt Tự đã khiến dòng người tị nạn đi qua vùng biển Kim môn hoàn toàn biến mất, dẫn đến việc các trại tị nạn ở Bạch Sa, Bành Hồ vốn đã hoạt động được 11 năm đã được đóng cửa hoàn toàn vào ngày 15 tháng 11 năm 1988. Bất chấp việc này thì chính sách cứng rắn của quân phòng vệ Đài Loan với ngư dân Trung Quốc và những người đầu hàng vẫn không thay đổi như mệnh lệnh của thiếu tướng Tống Ân Linh - chỉ huy trưởng mới của Sư đoàn 158 với cấp dưới: "Thông báo cho những người cập bờ biển rằng hoặc họ phải chạy, hoặc họ sẽ bị bắn; sau đó đợi cho họ chạy rồi hẵng giết họ". Tuy vậy, trong thực tế thì người sống sót chỉ bị bắt giữ, bịt mắt, giam giữ tạm thời rồi trục xuất, và các sĩ quan chính trị cũng bắt đầu trả tiền bồi thường cho thiệt hại của dân thường. Việc đàm phán về bồi thường thất bại đã dẫn đến việc ngư dân Trung Quốc đôi khi tụ tập thuyền để tổ chức biểu tình phản đối. Đặc biệt là vào tháng 7 và tháng 8 năm 1990, Quốc quân Đài Loan đã bị công chúng Đài Loan chỉ trích vì thái độ lừa lọc và gian dối trong bồi thường cho nạn nhân bị thiệt mạng vì các vụ gây chết dân thường liên quan tới tàu Mân Bình Ngư số 5540 và tàu Mân Bình Ngư số 5502. Sự bất bình của công chúng Đài Loan đã dẫn đến việc Hội Chữ thập đỏ Trung Quốc và Hội Chữ thập đỏ Đài Loan—đại diện cho hai bên—ký Thỏa thuận Kim Môn ngày 21 tháng 9 năm 1990 qua đó thiết lập cơ chế hồi hương nhân đạo thông qua Kim Môn.
Ngày 7 tháng 11 năm 1992, tình trạng thiết quân luật vốn được áp dụng ở Kim Môn suốt 42 năm đã được dỡ bỏ, và KDC đã trao trả lại quyền quản lý các đảo thuộc Kim Môn, trong đó có Liệt Tự, cho chính quyền dân sự. Tuy vậy, phải chờ đến năm 1995 thì lực lượng cảnh sát đường thủy mới thay thế quân đội trong việc tuần tra, kiểm soát ở Kim Môn và Mã Tổ. Văn phòng Cảnh sát đường thủy được thành lập chính thức ngày 15 tháng 6 năm 1998 và thay thế hoàn toàn quân đội trong việc thực thi pháp luật đường thủy, trước khi được chuyển đổi thành lực lượng Tuần duyên Đài Loan trực thuộc Bộ Đại dương của Đài Loan. Bất chấp các thay đổi về mặt quản lý ở Kim Môn và vùng biển xung quanh Đài Loan, suốt hơn 100 năm kể từ ngày lập quốc, Đài Loan vẫn chưa có một bộ luật hoàn chỉnh về người tị nạn để quản lý quy trình tiếp nhận tị nạn chính trị cho phù hợp với luật pháp quốc tế, và chính phủ Đài Loan cũng chưa từng đưa ra lời xin lỗi chính thức hay có các hình thức bồi thường cho gia đình hoặc quốc gia của các nạn nhân trong các sự việc tương tự như thảm sát Liệt Tự. Ngày 3 tháng 10 năm 2018, nghị viên Lâm Sướng Tả (林昶佐), cựu chủ tịch Ân xá Quốc tế tại Đài Loan trong một buổi điều trần của Ủy ban Quốc phòng và Đối ngoại của Lập pháp viện Đài Loan đã đưa ra yêu cầu kiểm tra hồ sơ của các nạn nhân vụ thảm sát Liệt Tự vẫn còn được lưu trữ trong các tàng thư của Quốc quân Đài Loan để có thể đưa ra lời xin lỗi chính thức cho gia đình của những nạn nhân này thông qua Văn phòng Kinh tế Văn hóa Việt Nam tại Đài Bắc, nhưng Bộ trưởng Quốc phòng Đài Loan tướng Nghiêm Đức Phát đã phản đối với lý do rằng: "Binh lính chỉ tuân theo các quy định về tác chiến trong bối cảnh thiết quân luật khi thi hành mệnh lệnh của cấp trên, mặc dù nếu nhìn ở thời điểm hiện tại thì hành động của họ như vậy có thể sẽ khiến họ phải ra tòa án binh...". Sau đó, Bộ quốc phòng Đài Loan cũng đưa ra phản hồi về đề nghị của nghị viên Lâm rằng: "Rất khó có thể xác định danh tính của những người thiệt mạng vì sự việc xảy ra đã quá lâu, vì vậy vụ việc này không thể xử lý thêm được". Đây cũng là phản hồi duy nhất của Chính phủ Đài Loan về vụ việc này sau 30 năm kể từ khi tình trạng thiết quân luật chấm dứt vào năm 1987. Ngày 2 tháng 10 năm 2021, nhóm hacker Anonymous đã tấn công trang web quảng bá du lịch của Trung Quốc và đăng thông điệp "Nếu Đài Loan muốn thực sở trở thành số một, thì trước hết phải sửa sai đối với Thảm sát Liệt Tự 1987" trên nền là một bức ảnh lấy từ Wikimedia Commons về Hạ Môn, Liệt Tự, và Kim Môn.
Ngày 13 tháng 7 năm 2022, ủy viên Kiểm soát viện Đài Loan Cao Dũng Thành đã nộp một bản báo cáo về việc điều tra lại vụ thảm sát dựa trên một năm kiểm tra các tài liệu do lưu trữ quân sự cung cấp và phỏng vấn với gần 20 nhân chứng là các cựu chiến binh. Trong số những người được phỏng vấn có cả các sĩ quan từng bị kết án với lời khai (không được máy kiểm tra nói dối xác thực) mâu thuẫn với nhau và mâu thuẫn với chính lời khai ban đầu của họ trong cuộc điều tra đầu tiên, cũng như không khớp với các bằng chứng mới và các mâu thuẫn xác định được ở hiện trường địa điểm vụ thảm sát diễn ra, một phần là vì bản thân cuộc điều tra ban đầu 34 năm trước cũng bị coi là vẫn còn bỏ ngỏ. Sau cùng, với sự thông qua của Liên ủy ban về các vấn đề pháp lý và trại giam, về nội vụ và dân tộc thiểu số, về chính sách đối ngoại và ngoại kiều, và về quốc phòng và tình báo, báo cáo của cuộc điều tra mới này đã buộc tội KDC trong việc tạo dựng chứng cứ giả, và buộc tội công tố viên và thẩm phán của tòa án quân sự đã không làm đúng chức trách trong việc điều tra, xét xử, và buộc tội Bộ Quốc phòng Đài Loan đã lơi là trong việc xử lý vụ thảm sát này trong suốt 35 năm. Báo cáo này cuối cùng đã kết luận rằng Bộ Tư pháp Đài Loan cần mở lại vụ án này để điều tra bổ sung, đặc biệt là về các khía cạnh pháp lý của vụ án.
Ngày 9 tháng 8 năm 2024, bốn thành viên người Na Uy gốc Việt của gia đình nạn nhân những người tị nạn bị hại năm xưa đã đến Đài Loan với sự giúp đỡ của giám đốc điều hành Ân xá Quốc tế tại Đài Loan Khâu Y Linh (邱伊翎), ủy viên Cao Dũng Thành, nhà làm phim tài liệu Chu Hiền Triết (朱賢哲), và nhà thơ Hồng Hồng (鴻鴻) để tìm kiếm sự thật và hòa giải. Một người trong số này, anh Trần Quốc Dũng, trước đó đã từng đến Hạ Môn để tìm kiếm nhưng được thông báo rằng hai chiếc thuyền của người tị nạn Việt Nam đã bị phá hủy ở Kim Môn, và vì thế đã nhận ra rằng hai người thân trong gia đình của anh đã thiệt mạng. Trong chuyến đi tới Đài Loan, anh Dũng đã mang theo một tấm biển kỉ niệm trên đó có ghi tên của những nạn nhân của vụ thảm sát Liệt Tự, cùng với ảnh và năm sinh để đưa ra tại buổi họp báo, anh cũng cho biết mình không đến Đài Loan để buộc tội chính quyền Đài Loan hay bất cứ cá nhân nào. Anh Dũng trong buổi họp báo đã phát biểu rằng mình hiểu lý do cho những sai lầm lịch sử, và tin rằng chính phủ và người dân Đài Loan, để tỏ sự tôn trọng nhân quyền và nhân đạo, sẽ có những hành động cụ thể để an ủi gia đình của những nạn nhân của vụ thảm sát. Về phần mình, ủy viên Cao đề nghị Bộ Quốc phòng Đài Loan khởi động lại việc điều tra nội bộ và tìm kiếm bằng chứng, số liệu, và vật phẩm mà họ chưa bàn giao cho Kiểm soát viện trước đó, và công bố những thông tin này cho công chúng, hoặc trao trả cho gia đình những người quá cố. Đại diện Bộ Quốc phòng Đài Loan tham gia buổi họp báo đã ngỏ lời chia buồn với gia đình những người bị hại, và khẳng định sẽ đưa các gia đình này đến địa điểm xảy ra vụ việc, nhưng vẫn giữ nguyên quan điểm rằng binh lính Đài Loan vào thời điểm đó chỉ thi hành nhiệm vụ của họ, và vì vậy không có phản hồi về đề nghị điều tra lại vụ thảm sát.

## Di sản
Thảm sát Liệt Tự đã được nhắc tới trong một số các tác phẩm văn hóa như:
- Tiểu thuyết Hồ thần (胡神) (2019) của nhà văn Khương Thiên Lục (姜天陸) nói về tâm trạng của người dân địa phương trong thời gian xảy ra vụ việc. Lấy cảm hứng từ trải nghiệm của chính Khương Thiên Lục trong thời gian tại ngũ, đóng quân trong các đường hầm phía dưới Liệt Tự, Hồ thần đã được trao Giải thưởng văn học Kim Môn lần thứ 16.[99][26][30]
- Bộ phim Chiến địa sát nhân (戰地殺人) (2020) do Chu Hiền Triết (朱賢哲) sản xuất, dựa trên trải nghiệm của chính Chu trong thời gian phục vụ tại Sư đoàn bộ binh nặng số 319 tại Kim Môn, vốn cũng từng đối mặt với một số sự kiện nổ súng tương tự.[100][101][102]
- Kịch bản Lão địch (老翟) (2021) của Chu Nghi Khánh - phó chỉ huy trưởng lực lượng tâm lý chiến của Cục Tác chiến chính trị Đài Loan đã biến đổi vụ thảm sát thành một tội ác do duy nhất một viên thiếu úy tình nguyện có xuất thân từ Đại học quốc lập Đài Loan gây ra, sau đó được cấp trên che giấu, nhưng với kết cục cuối cùng là những người tị nạn được bồi thường và được thả đi trong hòa bình.[103][104] Kịch bản này của Chu đã được trao giải nhất cuộc thi văn học quân đội thường niên lần thứ 55 do Bộ Quốc phòng Đài Loan tổ chức.[105] Trong thực tế thì không có viên sĩ quan tình nguyện nào tham gia trực tiếp vào vụ thảm sát này.[58]
- Bài thơ Vụ một hữu thanh âm—— điệu tam thất sự kiện vong hồn (霧沒有聲音——悼三七事件亡魂) được nhà thơ Hồng Hồng (鴻鴻) sáng tác để tưởng nhớ nạn nhân thảm sát Liệt Tự. Bài thơ đã được Hồng Hồng đọc trong buổi họp báo và gặp mặt con cháu của gia đình những người bị nạn vào ngày 9 tháng 8 năm 2024."[97][106]